# Jacome da Trezzo

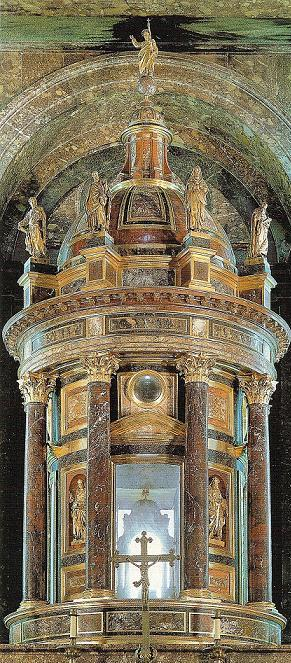
Tabernacle de l'altar major de la Basílica de El Escorial.

Giacomo Nizzola (també escrit de vegades com Nizzolo), anomenat Jacome da Trezzo, Jacopo da Trezzo i Jacometrezo (Trezzo sull'Adda, c. 1515 – Madrid, 1589), va ser un escultor, medallista, lapidari i orfebre italià, format a Milà i actiu a Brussel·les, Londres, Madrid i El Escorial al servei de Felip II i havia treballat abans per a Carles I i la reina Maria I d'Anglaterra.

## Biografia
A Milà va entrar en contacte amb Leone Leoni. Giorgio Vasari, el cita amb elogis.
L'escriptor Paolo Morigia, en la seva Nobilità di Milano, obra editada el 1595, li atribueix la invenció de la talla dels diamants.
Per a Cosimo de Medici, va tallar l'any 1551 un ric vas de vidre que no s'ha conservat. En un retrat de Maria Tudor pintat per Antonio Moro i conservat al Museu del Prado es poden apreciar algunes de les joies que va fer Jacometrezzo. Algunes de les seves medalles es conserven al Museu Lázaro Galdiano.
La seva participació en els treballs de la Basílica de El Escorial van ser els que li van donar més fama. El 3 de gener de 1579 Jacome Trezzo, Pompeo Leoni i Juan Bautista Comane van contractar l'execució del retaule major amb la custòdia i els grups funeraris del presbiteri de la basílica, segons l'esquema donat per Juan de Herrera. Trezzo es va encarregar del tabernacle i la seva custòdia, però en morir Comane el 1582, va acabar sento Trezzo l'encarregat de tota l'obra que incloïa el treball del jaspi.
Morí el 23 de setembre de 1589 a Madrid, on residia on actualment es troba la Casa Matesanz.